# へきる、淳司 NATURE
へきる、淳司 NATURE（へきる、じゅんじ ネイチャー）は、FM-FUJIを製作局に2007年（平成19年）4月1日から2011年4月3日まで放送されていたラジオ番組である。
日本ナレーション演技研究所一社提供、FM-FUJI製作のアーツビジョングループ所属の声優が出演するラジオ番組である「日ナレシリーズ」の最後のシリーズであり、この番組の終了をもって「日ナレシリーズ」は15年の歴史に幕を閉じた。お互いの呼び方はへきるさん、マジーであった。この番組では間島は椎名にツッコミを入れていた。後輩(中原麻衣)が先輩(森久保祥太郎)にツッコミを入れる流れは前番組の「祥太郎、麻衣・CURE HOUSE」から引き継がれている。共通点は前番組同様先輩声優の楽曲をOAしている。現在のアニラジでこの流れに近い雰囲気のものとしては水樹奈々 スマイルギャングでの水樹奈々(所属事務所の先輩)と福圓美里(後輩)のやりとりがある。

## パーソナリティ
- 椎名へきる－1974年3月12日生まれ
- 間島淳司－1978年5月13日生まれ

## オープニング・エンディングテーマ曲
- 『ラブリ♡タイム』（第1回〜第121回放送回まで）
  - 作詞：ワダツトム　作曲：たかはしごう　編曲：大坪稔明　歌：椎名へきる
- 『Unknown colors』（第122回放送回〜第210回放送回（最終回）まで）
  - 作詞：上田起士　作曲：椎名へきる　編曲：鈴木マサキ 歌：椎名へきる

## 番組放送内容
- OPトーク（主に時事ネタなど。たまに近況報告などが入る場合もある）
- 提クレ読み・CM（30秒）
- 前半その1（主にメールやお葉書の紹介とフリートークが中心。ゲストコーナーが入る回もある）
- 曲OA（主に椎名の楽曲。ゲスト出演回はゲストにちなんだ曲。まれに他歌手の楽曲をOAする回もある）
- 前半その2（前半その1と同じ）
- CM（30秒）
- ＜ジングル＞「ネイチャ～」(へきる)「え!!天然語マジッすか!オレ、マジ～」(淳司)
- 後半（前半その1・2と同じ。ゲストが出演する回でも、前半だけの出演の場合はおたより紹介やフリートークを行う）
- CM（30秒）

- ＜ジングル＞「ネイチャ～」(へきる)「え!!天然語マジッすか!オレ、マジ～」(淳司)
- エンディング（後述するノベルティの当選者発表締めの番組タイトルコール=「へきる、淳司NATUREまた来週～」
- 提クレ読み

※前番組である祥太郎、麻衣・CURE HOUSEと違う点は、ゲスト出演コーナーを除く、長らく独自の番組コーナーを設けていない事であったが、2010年8月1日放送回にてついに番組の新コーナーをリスナーから募集する事を告知。それを受けて同年9月19日放送回で新コーナーが決定したものの、コーナー宛のお便りが集まらない状況が続き最終回までほとんど放送されなかった。

## ノベルティ
日ナレ特製オリジナルボールペン（通称:日ナレ愛のボールペン。毎週おたよりを採用された方の中から1名様（最終回は全員）にプレゼント）。送られてきた封筒の中には、ボールペンと一緒に当選通知の用紙が入っており、二人のサイン（コピーしたもの）が一緒に書かれていた。途中からプレゼントされるボールペンのデザインが変わった。リスナーの中には、祥太郎、麻衣・CURE HOUSE(当番組も含めて)の時から聴いている人もいるため、運がよければ新・旧バージョン2種類のボールペンを持っていることも考えられる。
※ボールペンが新デザインに変わった時、二人はすごく喜んでいた。

## スポンサー
日本ナレーション演技研究所

## ゲスト
- 米倉千尋－2007年4月22日及び2009年（平成21年）9月27日放送回
- 中原麻衣

2007年5月20日、2008年（平成20年）6月22日、2009年10月4日及び2010年（平成22年）9月26日放送回
- 大西健晴・吉田智則－2007年9月16日放送回
- access（浅倉大介・貴水博之）－2007年11月11日放送回
- 早見沙織－2008年1月6日放送回
- 鈴木達央－2008年2月10日放送回
- 檜山修之－2008年3月16日放送回
- 下野紘－2008年9月28日放送回
- BLACK VELVET（森川智之・西川和哉）－2009年10月25日放送回

## 放送時間
- FM-FUJI（キー局） 毎週日曜23:30〜24:00
- 東海ラジオ 毎週日曜23:00〜23:30
（ただしナイター中継が延長された場合は繰り下げ・放送休止の場合あり）
- KBS京都 毎週日曜21:30〜22:00
- RKB毎日放送 毎週日曜23:30〜24:00
（ただしナイターシーズンは放送開始時刻を1時間繰り下げて放送開始。ナイター中継延長時は更に繰り下げる場合もあり）
- 栃木放送 毎週土曜日23:00〜23:30　※キー局より6日遅れで放送

## 過去に番組を放送していた放送局
- 新潟放送（2008年3月30日でネット打ち切り）
- 山陽放送（2010年3月28日でネット打ち切り）